# 伊列克河

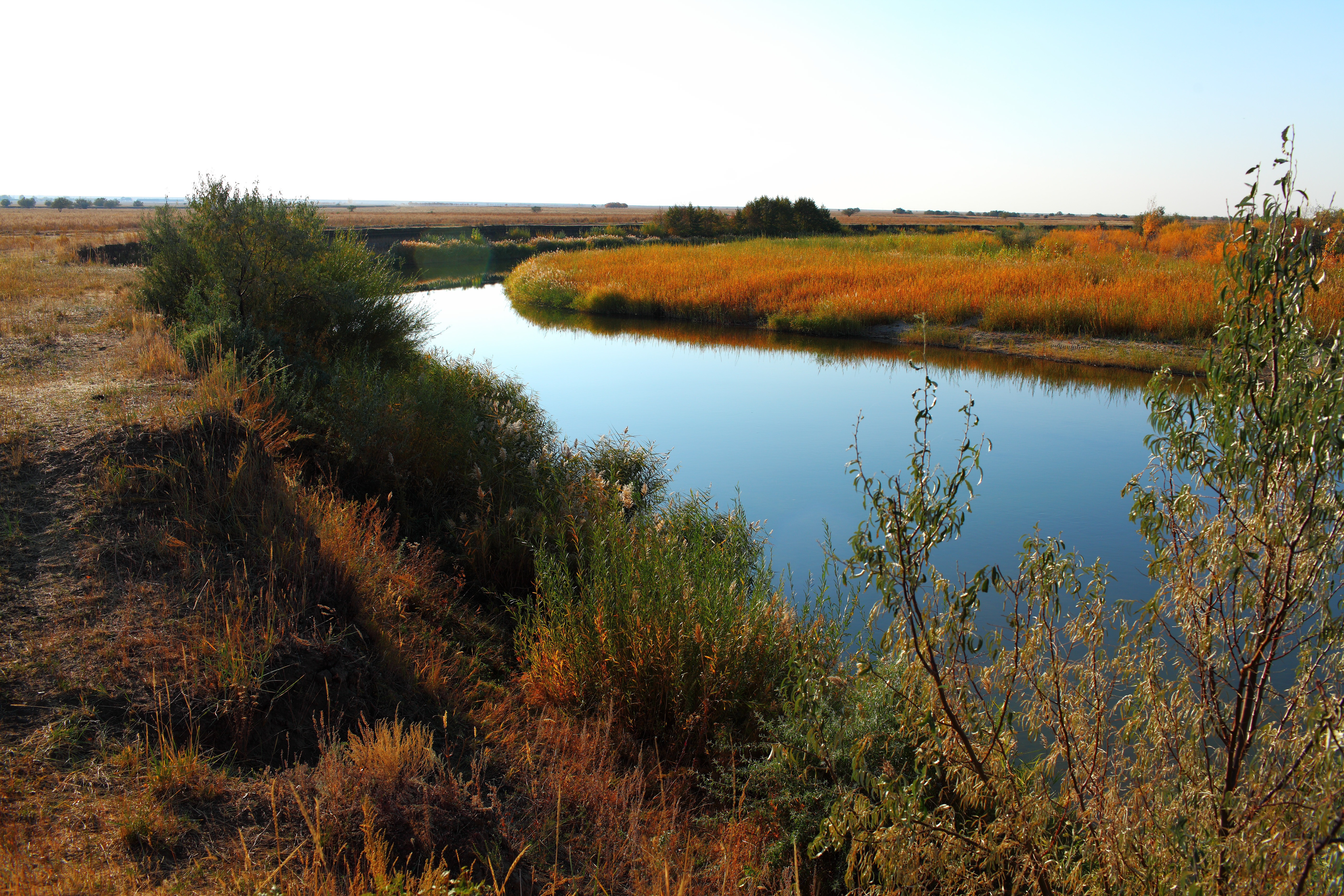
伊列克河，位於俄羅斯奧倫堡州和哈薩克

伊列克河（俄语：Илек）是中亞的河流，位於俄羅斯奧倫堡州和哈薩克，屬於烏拉爾河的支流。該河全长623公里、流域面积41,300平方公里
，發源於哈薩克境內，向西北流至奧倫堡以西75公里注入烏拉爾河，河畔城市有索利-伊列茨克和阿克托比，河中的污染物硼和鉻來自化學工廠。支流有霍布达河、卡尔加雷河等。